# Plagiorhynchus cylindraceus
Plagiorhynchus cylindraceus är en hakmaskart som först beskrevs av Johann August Ephraim Goeze 1782.  Plagiorhynchus cylindraceus ingår i släktet Plagiorhynchus och familjen Plagiorhynchidae. Inga underarter finns listade i Catalogue of Life.